# Ivan Morozov
Pour les articles homonymes, voir Morozov et Ivan Morozov (hockey sur glace).
Ivan Abramovitch Morozov, en russe : Ивáн Абрáмович Моро́зов (né à Moscou le 27 novembre 1871  et mort le 21 juillet 1921 à Carlsbad), est un homme d'affaires russe devenu collectionneur d'art. Il est le frère cadet du collectionneur Mikhaïl Morozov (1870-1903) et le beau-frère de la mécène et mémorialiste Margarita Morozova (1873-1958).

## Origines et carrière
Issu de la dynastie industrielle de vieux-croyants des Morozov, dont le fondateur est son arrière-grand-père Savva Vassilievitch Morozov (1770-1862), Ivan Morozov est le fils du bourgeois d'honneur Abram Abramovitch Morozov (1839-1882), industriel immensément riche, et de son épouse, née Varvara Alexeïevna Khloudova (1848-1917). Il est baptisé le 2 décembre 1871 en l'église vieille-ritualiste de la Trinité du quartier de la Iaouza. À partir de l'âge de dix ans, il prend avec son frère aîné des leçons de dessin à l'atelier du peintre Ivan Martynov, puis auprès du paysagiste Iegor Khrouslov, issu du mouvement des peintres ambulants et enfin auprès de Constantin Korovine.

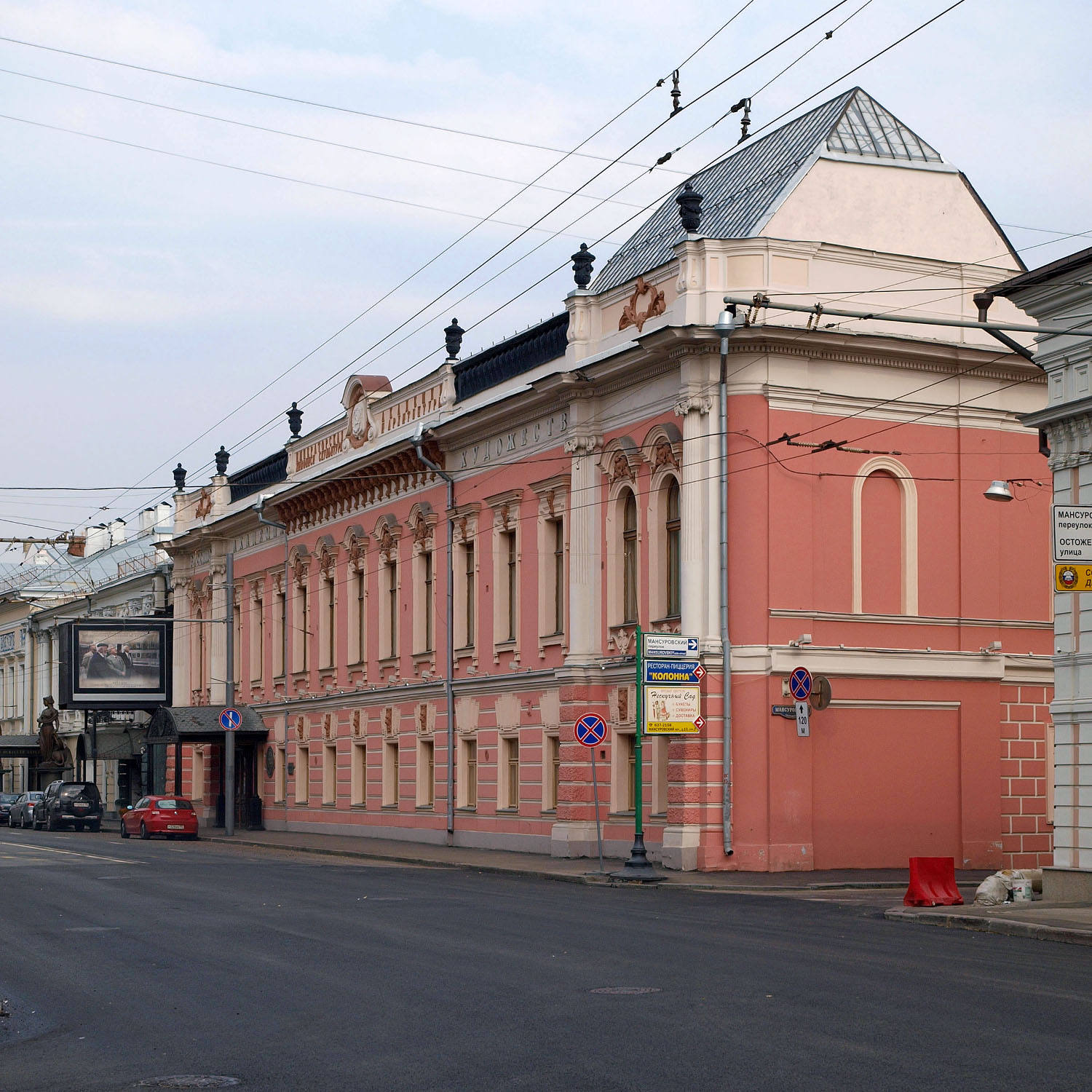
Hôtel particulier de Morozov à Moscou, rue Pretchistenka.

Son père meurt à l'âge de quarante-trois ans en 1882 et selon ses dernières volontés, les affaires familiales sont dirigées par sa veuve, Varvara Morozova, qui jusqu'à la majorité de ses fils gouverne le tout d'une main de fer, et malgré l'immense fortune des Morozov ne donne que peu d'argent de poche à ses enfants, afin de les discipliner. En 1885, la famille s'installe dans l'ancien hôtel particulier des princes Dolgorouki, rue Vozdvijenka, que Mme Morozov fait réaménager en style néoclassique. Il poursuit ses études à partir de 1891 à l'École polytechnique de Zurich, puis retourne en 1895 en Russie pour s'occuper de l'affaire familiale de la Compagnie des manufactures de Tver. Alors que ses frères Mikhaïl et Arsène ne s'intéressent que peu aux affaires, il fait fortune dans l'industrie, à la tête de manufactures de textile. De 1904 à 1916, il multiplie par trois le capital familial.
Il demeure à Tver et lorsqu'il se rend à Moscou descend chez son frère Mikhaïl et sa belle-sœur Margarita, qui reçoivent de nombreux artistes, dont Vroubel, Serov et Korovine. Il fait construire un théâtre pour ses ouvriers de Tver en 1898. Il préside l'Assemblée des marchands de Moscou en 1898-1899. Au début de l'année 1900, il déménage à Moscou et achète à la veuve de son oncle David Morozov son hôtel particulier au 21 rue Pretchistenka. Il débute alors une vie mondaine, invite des artistes dont il commence à collectionner les œuvres et organise des soirées littéraires dans ses salons de réception.
Il meurt d'un malaise cardiaque le 22 juillet 1921, à 11h, dans la ville de Carlsbad. Il est enterré dans le cimetière de cette même ville.

## Collectionneur

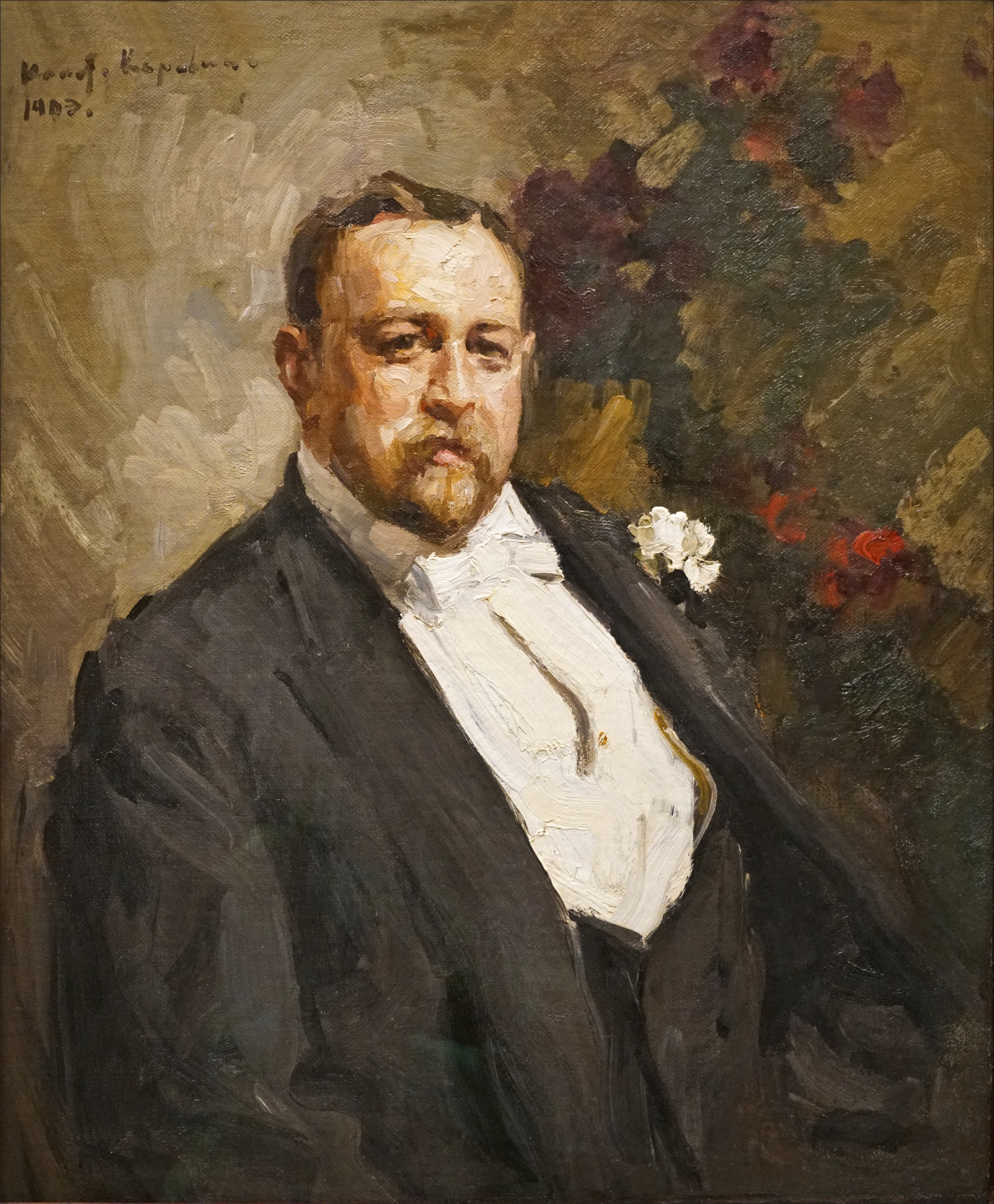
Portrait de Morozov par Constantin Korovine (1903).

Sa passion de l’art débute à la même époque que celle de son compatriote Sergueï Chtchoukine, c’est-à-dire à la fin du XIXe siècle. Il commence par collectionner des œuvres de jeunes peintres russes, puis en 1907 se met à acheter de l’art français pour son hôtel particulier qu’il vient de réaménager. S’ouvre alors une concurrence fructueuse entre les deux collectionneurs. Toutefois, à la différence de Chtchoukine dont les achats sont parfois risqués, Morozov est un collectionneur plus prudent. Il se concentre sur des œuvres en nombre limité de très grande qualité, comme L'Acrobate et la petite équilibriste de la période bleue de Picasso (1905, toile achetée en 1912 pour treize mille francs), deux paysages de la Montagne Sainte-Victoire de Cézanne (sa collection comprend dix-sept toiles de Cézanne), le Café de nuit à Arles, chef-d'œuvre de Van Gogh, etc. Il se rend régulièrement à Paris où il achète ses tableaux chez Ambroise Vollard, Eugène Druet ou encore Paul Durand-Ruel.
Ivan Morozov avait l’esprit tourné vers l’avenir. C’est lui qui a découvert Bonnard, bien avant son succès auprès du grand public, à la fin du xxe siècle.
Il collectionne avant tout des impressionnistes et des post-impressionnistes, des fauves, comme Matisse (dont il fait la connaissance par l'intermédiaire de Chtchoukine) et Derain, ainsi que des Nabis. Maurice Denis est chargé en 1907 de décorer le salon de musique de l'hôtel particulier de Morozov avec un cycle de l'histoire de Psyché, et Aristide Maillol de créer quatre sculptures de bronze pour ce salon. Sa collection est confisquée par un arrêté du Conseil des commissaires du peuple du 19 décembre 1918 et nationalisée
. Il émigre entretemps. Son ancien hôtel particulier devient alors le premier musée d'art moderne de la planète. Il est fermé par Staline en 1948, les œuvres étaient dispersées dans divers endroits, tandis que des toiles jugées « dégénérées » sont cachées. Lors de la guerre froide, l'actrice américaine Beverly Whitney Kean, éprise de peinture, réalise plusieurs voyages en Union soviétique et parvient à reconstituer cette histoire.
Le musée des beaux-arts Pouchkine de Moscou conserve de nombreuses pièces de sa collection confisquée à la Révolution russe, notamment : Les Baigneurs, Nature morte aux pêches et aux poires, et L’Homme à la pipe de Cézanne, La Gelée à Louveciennes et le Jardin d'Hoschedé, Montgeron de Sisley,, Paysage d'Auvers après la pluie de Van Gogh ou encore La Grenouillère et La Rêverie, portrait de Jeanne Samary de Renoir.
Le musée de l'Ermitage de Saint-Pétersbourg possède également des toiles de la collection Morozov de grande qualité, comme le Portrait de Jeanne Samary en pied de Renoir, Étang à Montgeron de Monet, ou Nature morte au rideau de Cézanne.
Il a une fille (née hors mariage), Eudoxie (1903-1974).

## Quelques œuvres de sa collection

Diverses œuvres
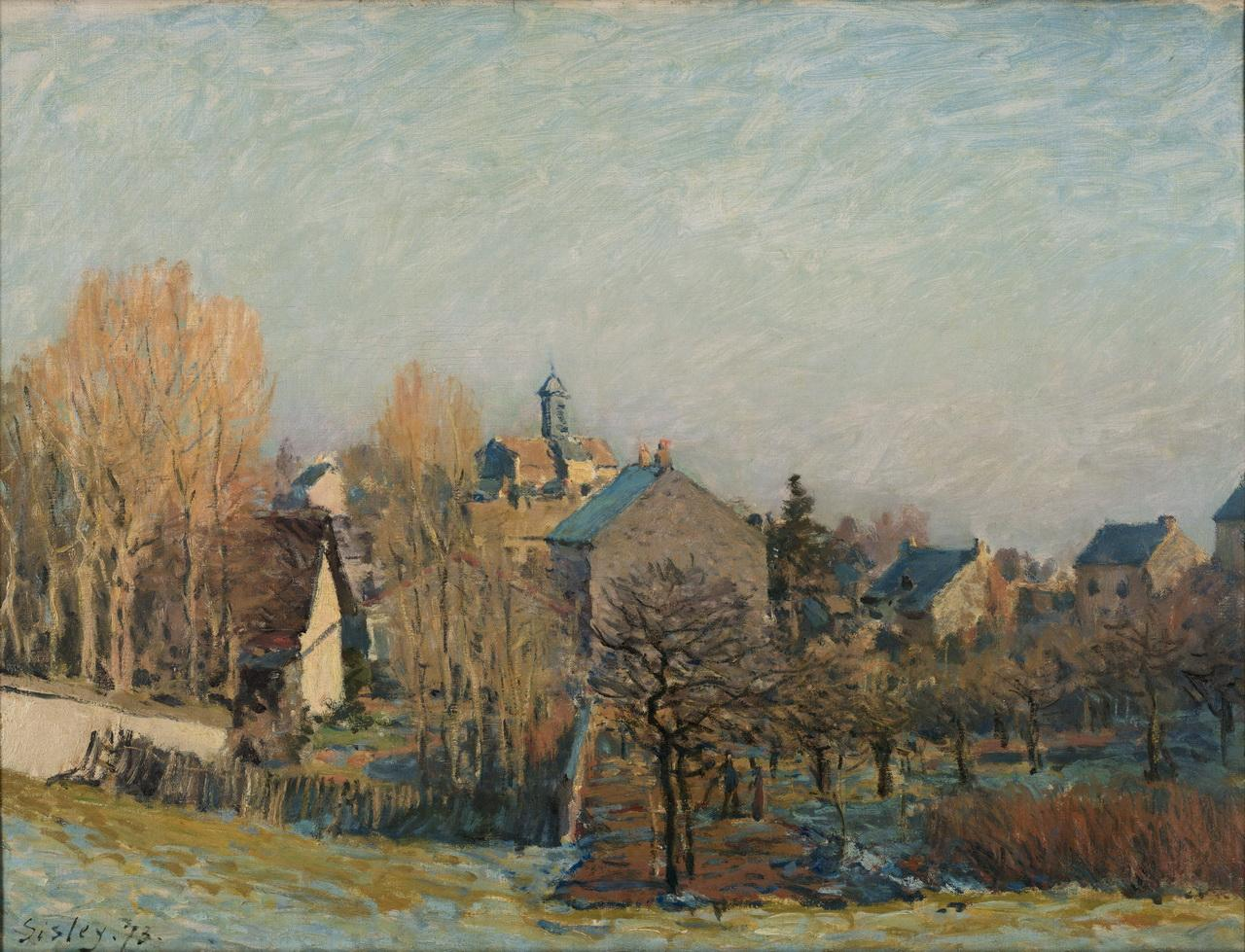
Sisley, La Gelée à Louveciennes (1873), musée Pouchkine, toile achetée chez Durand-Ruel en 1903.
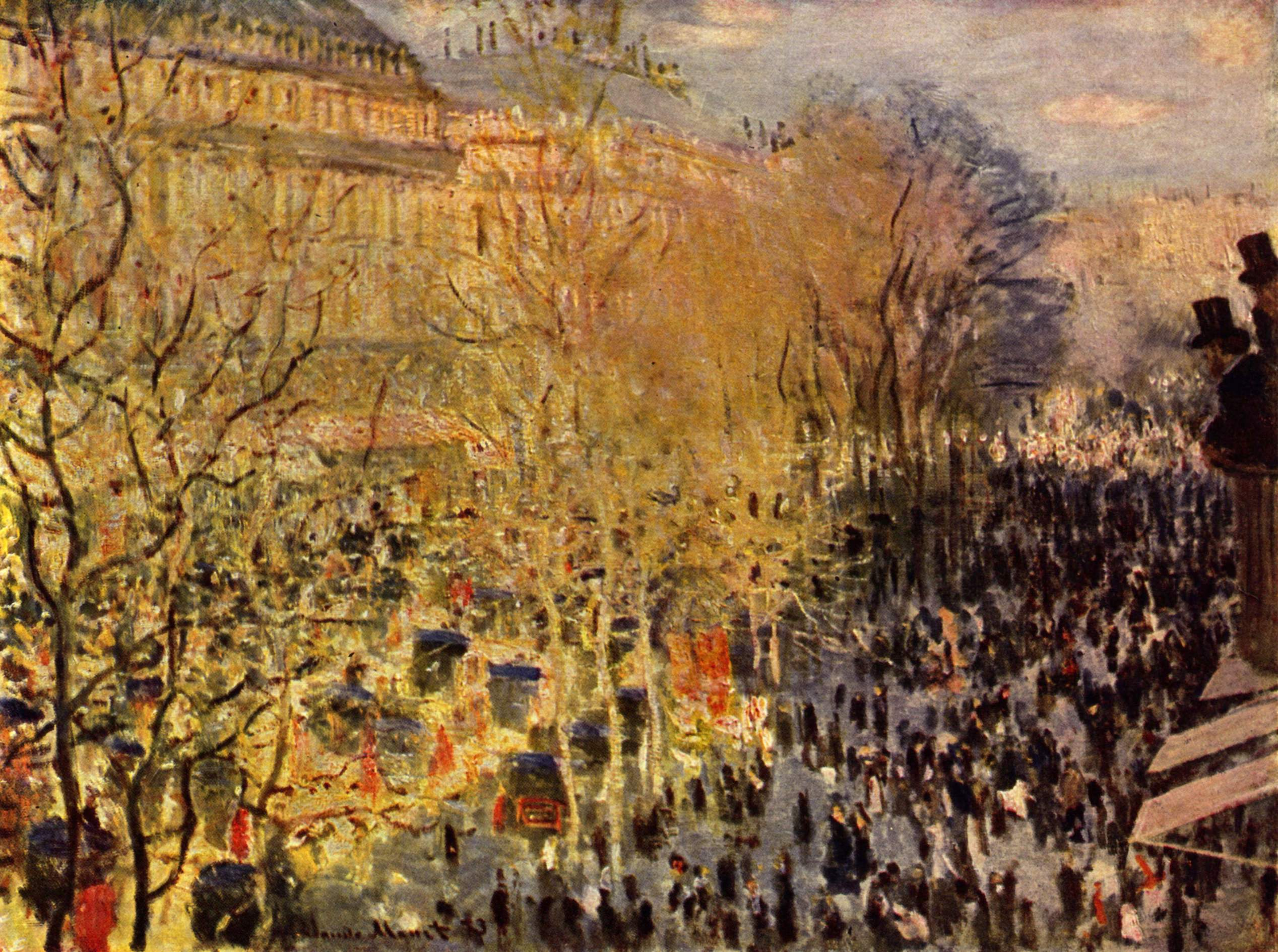
Monet, Boulevard des Capucines (1873), musée Pouchkine, toile achetée chez Durand-Ruel en 1907.
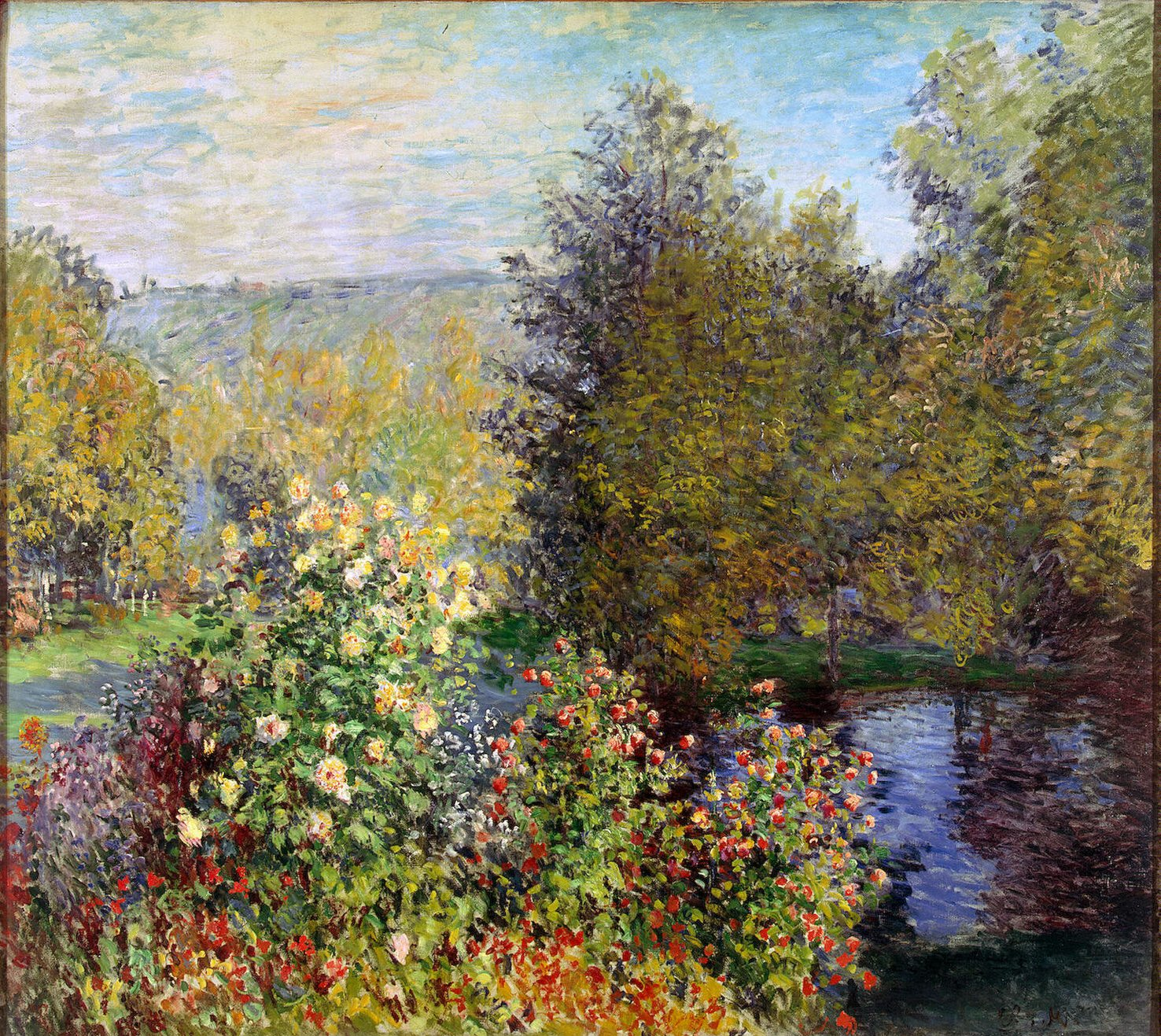
Monet, Coin de jardin à Montgeron (1876), musée de l'Ermitage.
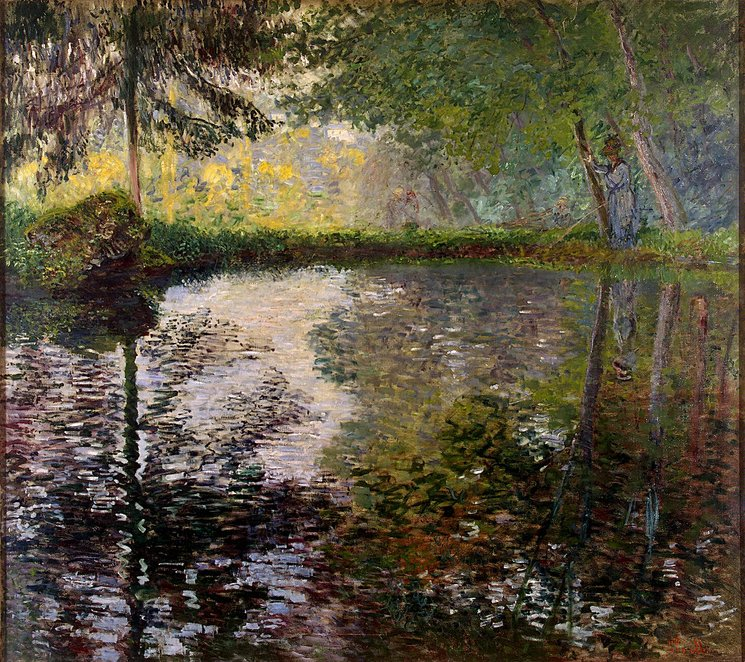
Monet, Étang à Montgeron, (1877), Musée de l'Ermitage.
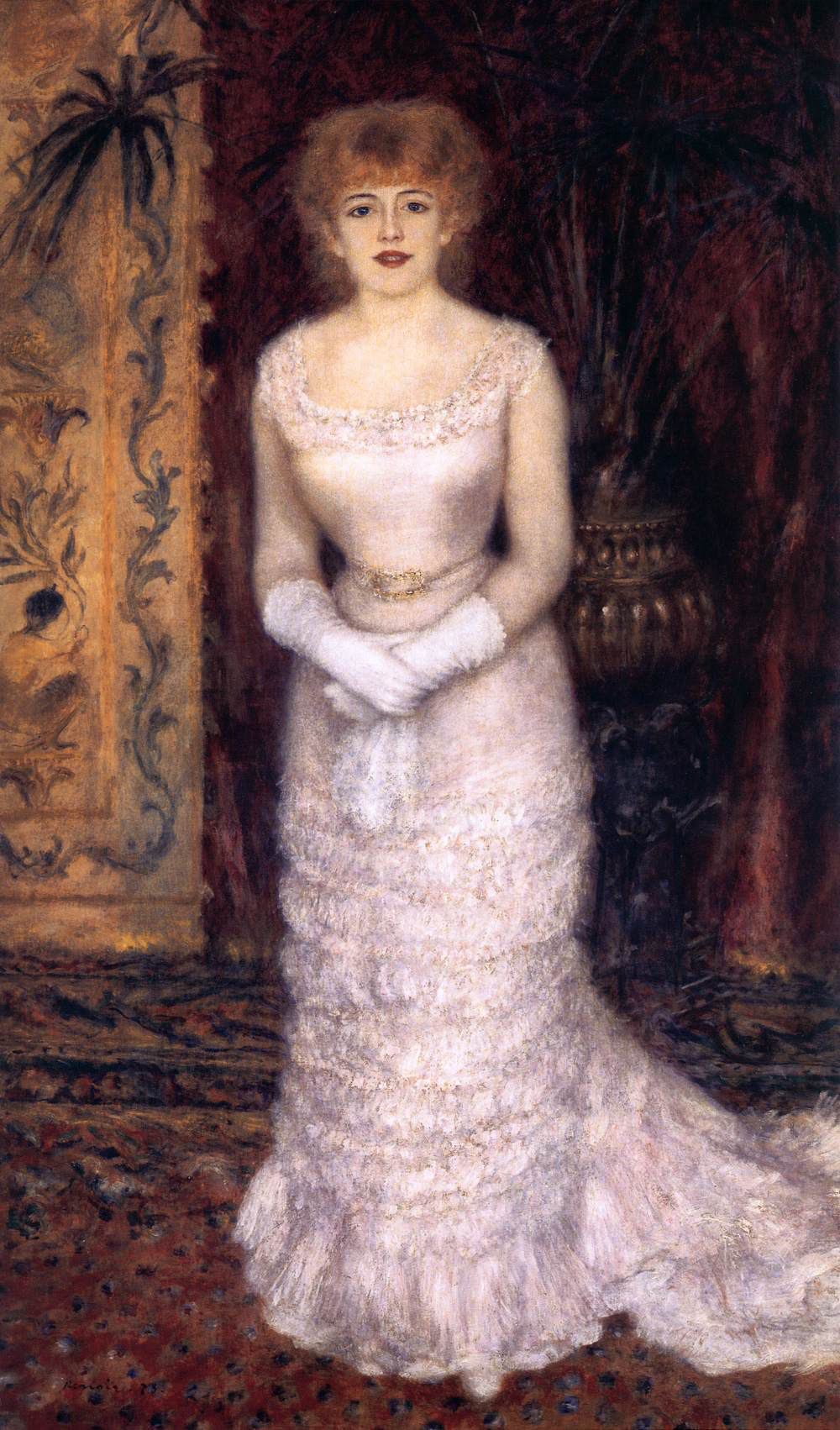
Renoir, Portrait de Jeanne Samary en pied (1878), musée de l'Ermitage.
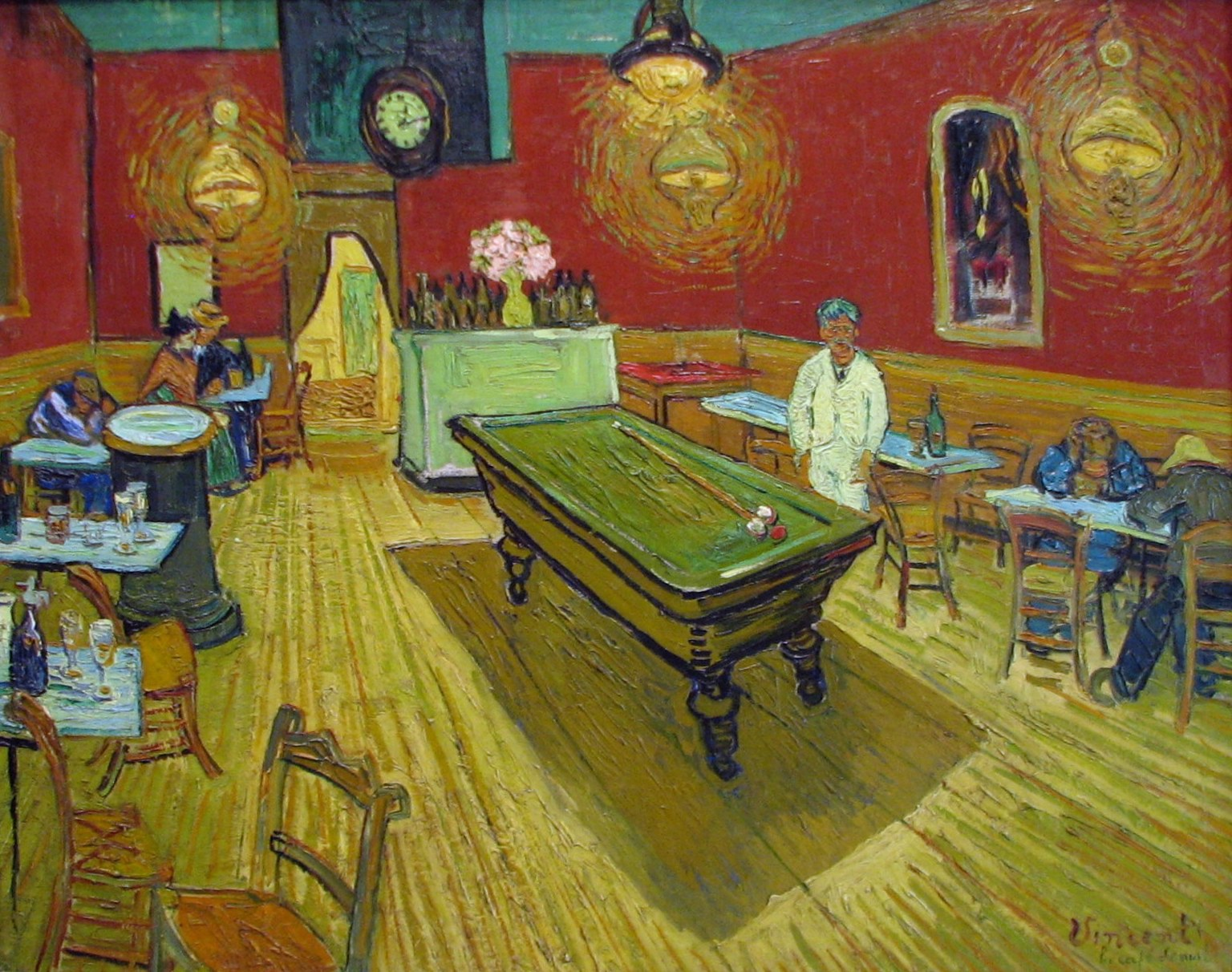
Van Gogh, Le Café de nuit à Arles (1888), toile vendue en 1930 par l'URSS. Elle se trouve aujourd'hui à la Yale University Art Gallery.
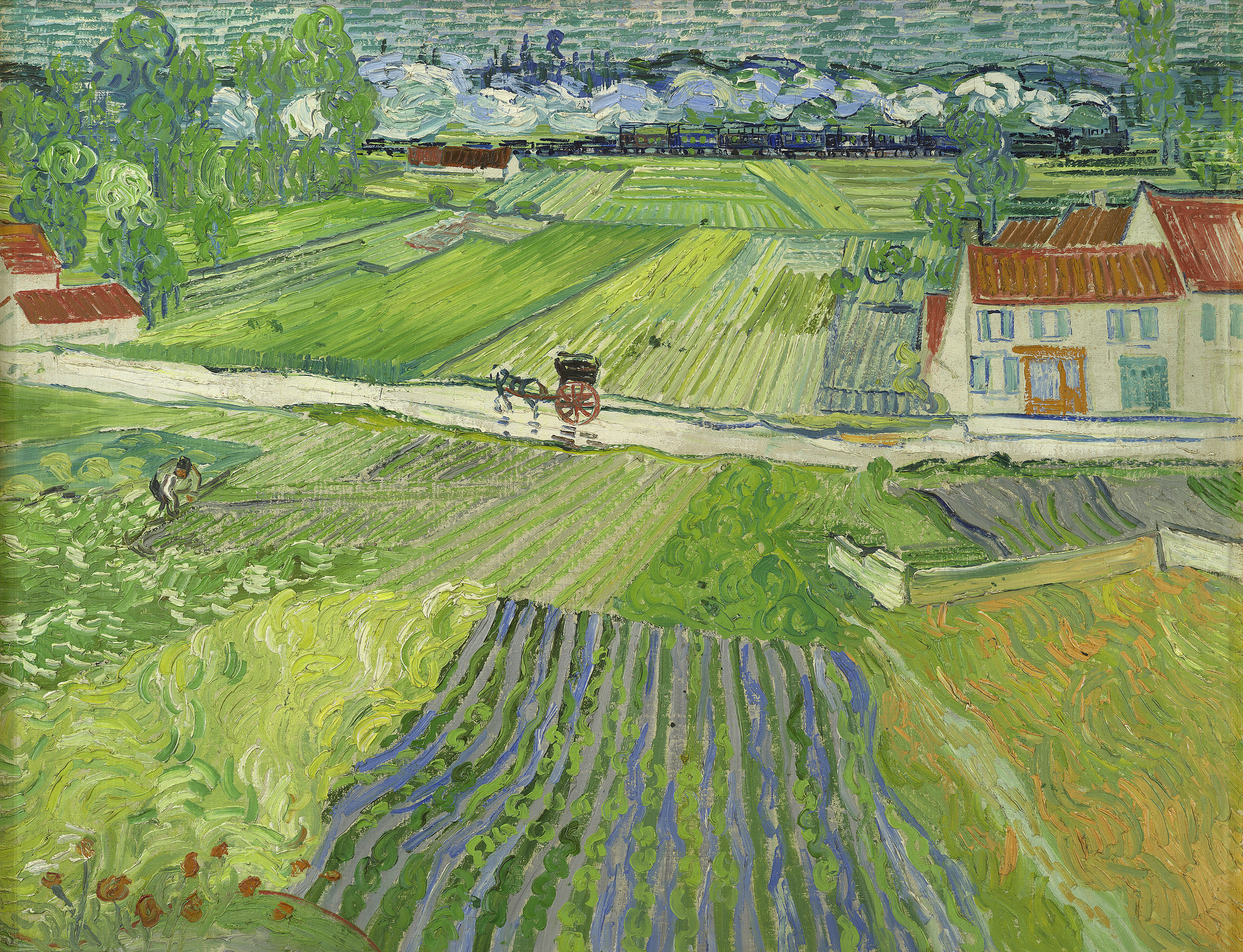
Van Gogh, Paysage d'Auvers après la pluie, (1890), Musée des Beaux-Arts Pouchkine.
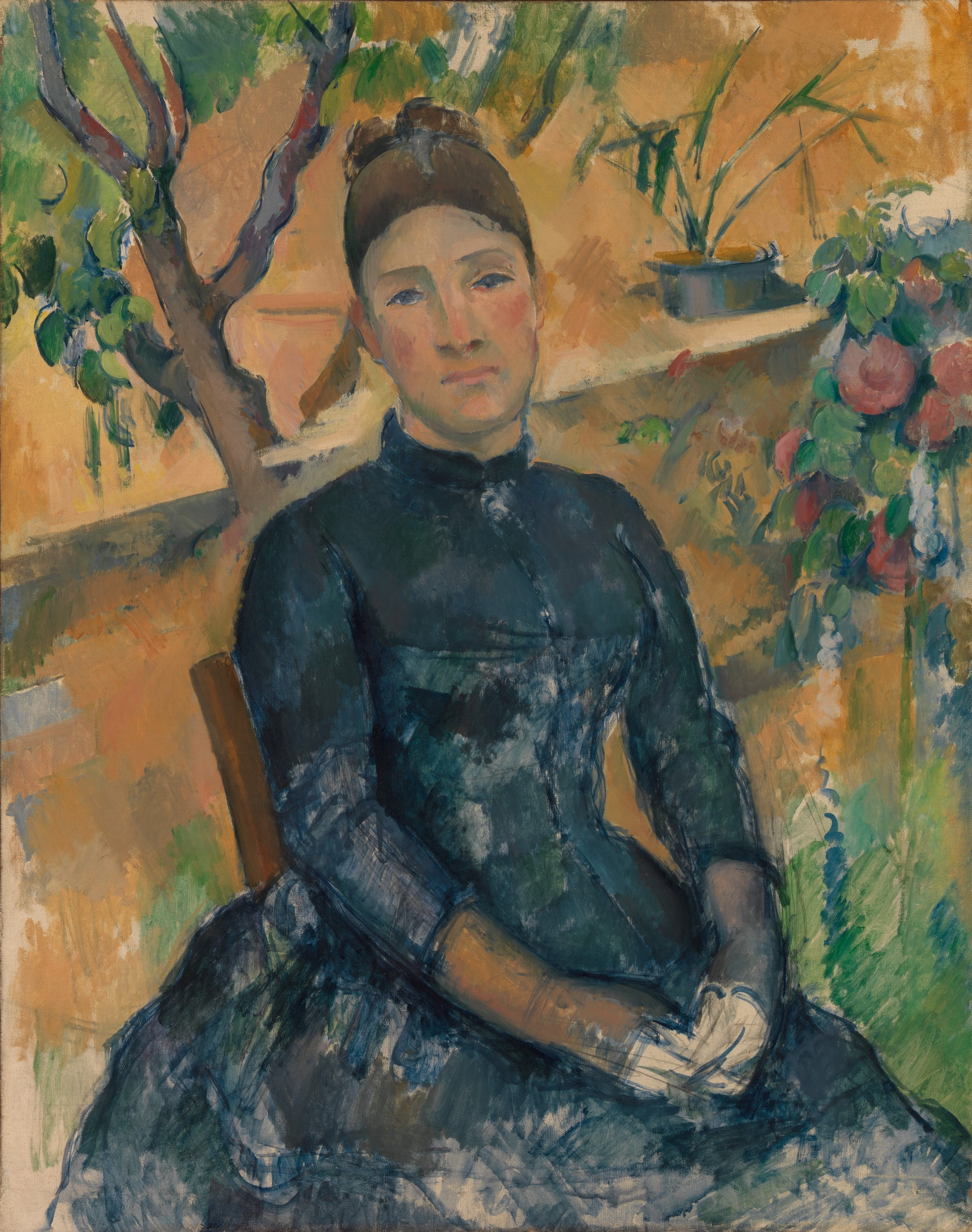
Cézanne, Madame Cézanne dans la serre (1891), Metropolitan Museum of Art, toile achetée par Morozov à Ambroise Vollard en 1910.
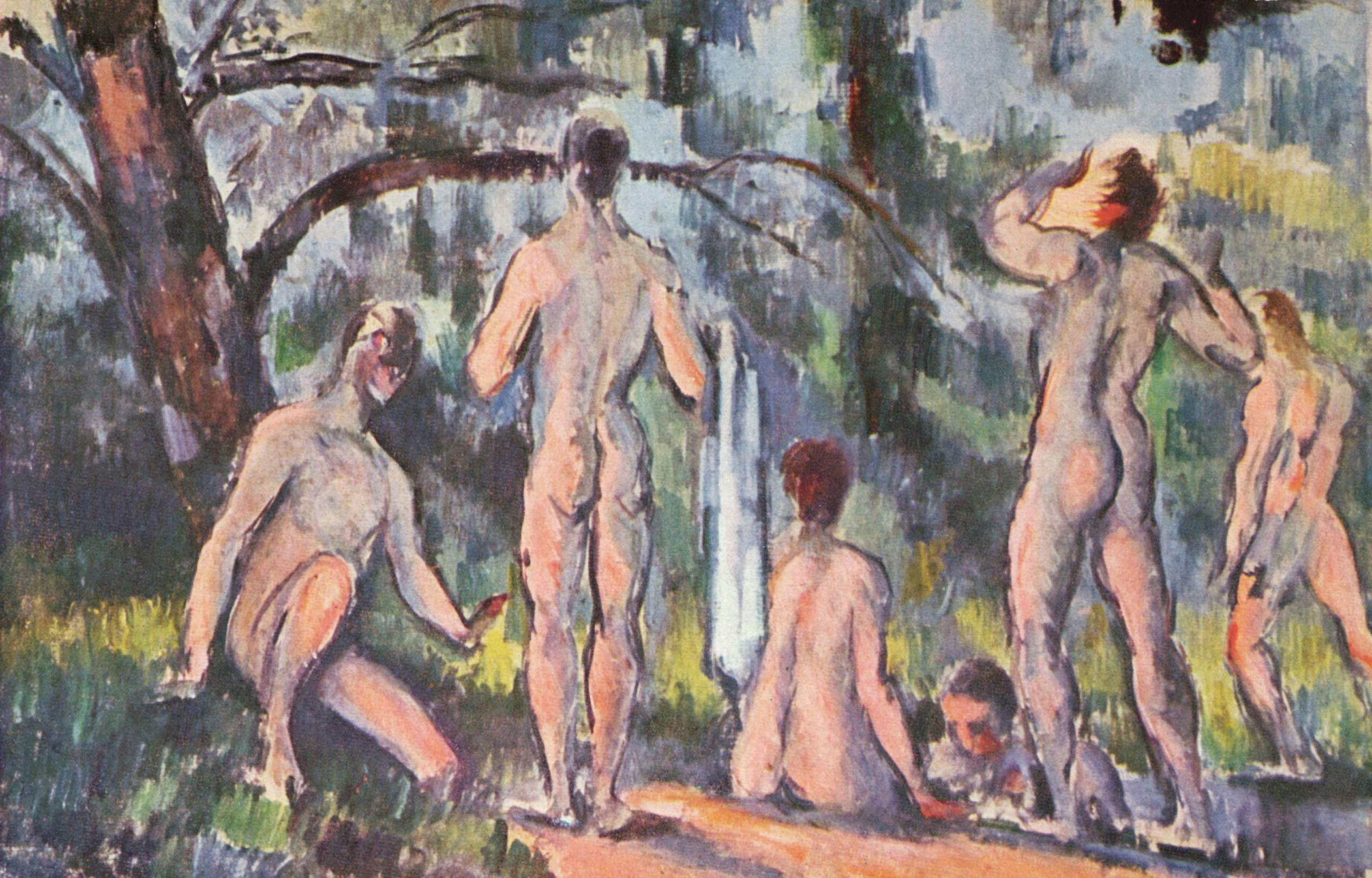
Cézanne, Les Baigneurs (étude), vers (1890-1894), Musée des Beaux-Arts Pouchkine.
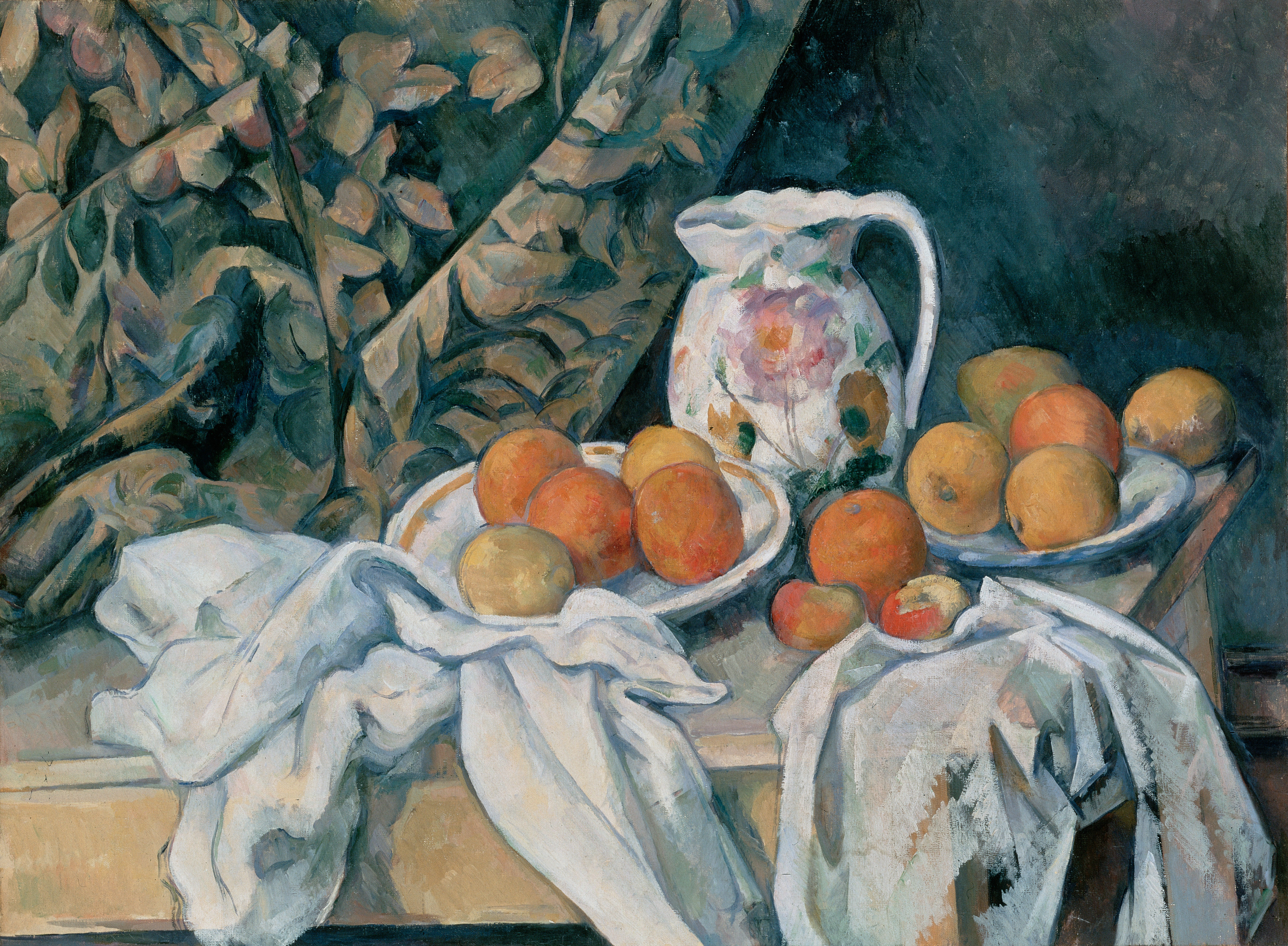
Cézanne, Nature morte au rideau, (1898), Musée de l'Ermitage.
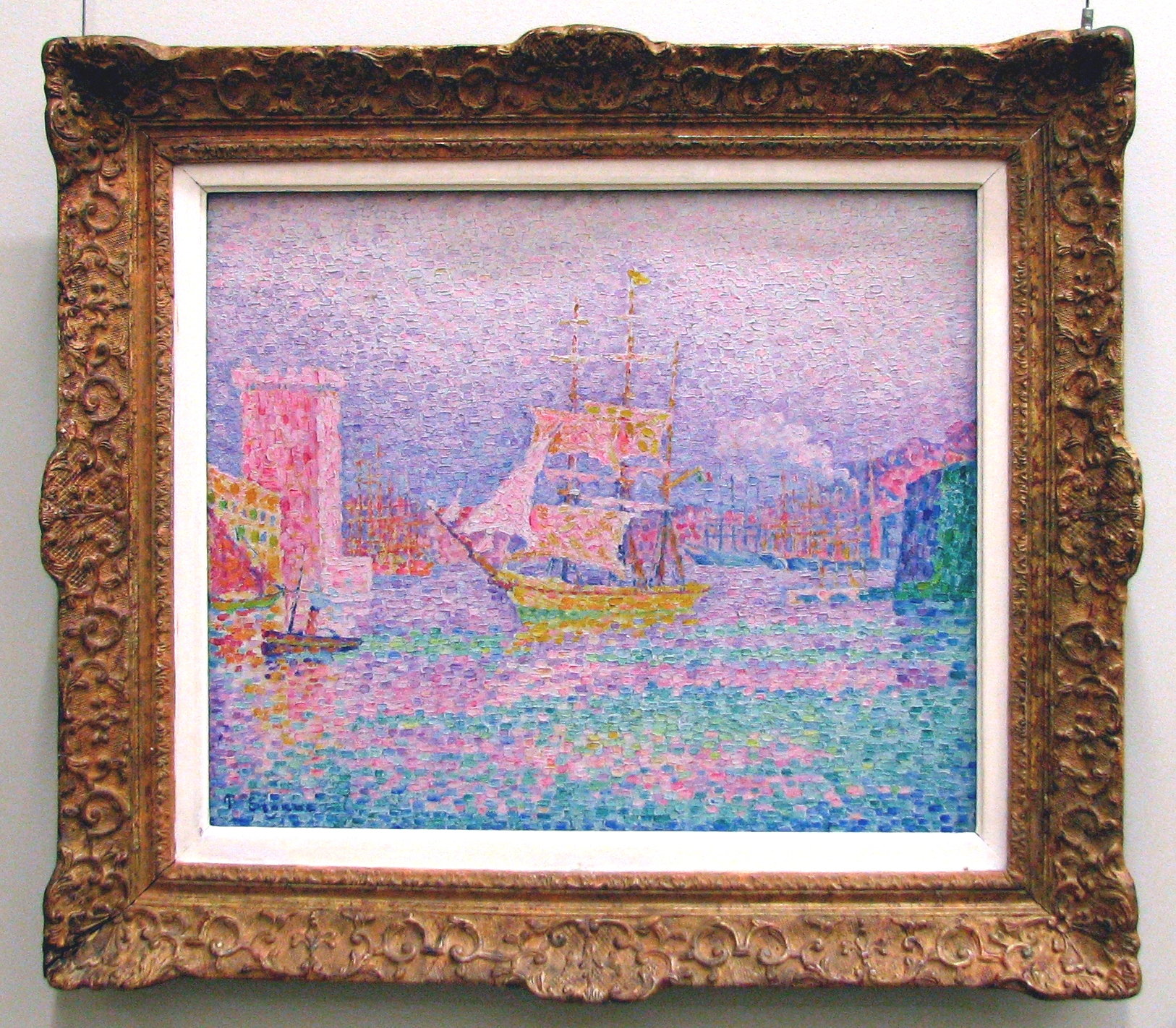
Signac, Port de Marseille (1906-1907), musée de l'Ermitage.

## Exposition
Les trésors des frères Morozov
« La collection Morozov, icônes de l'art moderne », Fondation Louis Vuitton, Paris, 16e, du 22 septembre 2021 au 3 avril 2022. Nocturnes le premier vendredi de chaque mois,.

### Vidéo
- (en + fr) Kapnist Elisabeth et Dumais-Lwowski Christian, Les frères Morozov : mécènes et collectionneurs, Bel Air Classiques, coll. « DVD/PAL - Durée  :  1 heure et 20 minutes », 2021 (ASIN B08XLGFNFD)

## Sources
- « Ivan abramovitch morozov - industriel russe, grand collectionneur d art moderne… », sur morozovcollection.com (consulté le 31 décembre 2023)
- Guggenheim.org